# Carl Eugen Sprenger
Carl Eugen Sprenger (* 6. Dezember 1903 in Oberhausen, Württemberg; † 25. Oktober 1965 in Riedlingen) war ein deutscher Verwaltungsjurist.

## Leben
Sprenger, Sohn eines Försters und katholischer Konfession, studierte nach dem Abitur 1923 in Rottweil von 1923 bis 1927 Rechtswissenschaften in Tübingen. Seit 1923 war er Mitglied der katholischen Studentenverbindung AV Cheruskia Tübingen im CV. Er absolvierte 1927 die erste und 1931 die zweite juristische Staatsprüfung. 
1931 wurde er Hilfsarbeiter in einer Anwaltskanzlei in Rottweil. Von 1932 bis 1934 war er Bürgermeister von Schömberg. Danach war er von 1934 bis 1936 Sachbearbeiter beim Arbeitsamt Balingen, 1936 bei der Kreissparkasse Balingen sowie von 1936 bis 1946 in der Hauptverwaltung bei Mauser in Köln-Ehrenfeld tätig.
Vom 1. April 1946 bis zum 26. Februar 1948 war er Landrat des  Landkreises Biberach, wobei er seit dem 17. Juli 1947 beurlaubt war. Ab 1948 war er als Rechtsanwalt in Riedlingen tätig.